# Династія Шу
Шу́ (кит.: 蜀; піньїнь: shǔ) — династія і держава в Китаї періоду Саньго. Існувала протягом 221—263 років. Контролювала землі в країні Шу, в центрі сучасної провінції Сичуань. Пряма спадкоємниця династії Хань. Офіційно використовувала назву цієї династії. В історичній літературі часто називається Шу-Хань (спрощ.: 蜀汉; кит. трад.: 蜀漢; піньїнь: shǔhàn).

## Короткі відомості
Основи Шу заклав Лю Янь (? — 194), член імператорської родини Лю з династії Хань. Він володів землями Шу і був напівнезалежним володарем провінції І. Його справу з унезалежнення Шу продовжив родич і полководець Лю Бей (221–223), володар сусідньої провінції Цзін. 211 року він знищив Лю Чжана, сина Лю Яня, та захопив місто Ченду. Коли 220 року імператор Сян, останній правитель династії Хань, під тиском передав свій трон і корону генералу Цао Цао, Лю Бей проголосив себе спадкоємцем династії Хань і 221 року прийняв титул Імператора Китаю. Його уряд, в якому переважали вихідці з провінції Цзін, очолив головний міністр Чжуге Лян (181–234).
Шу вела постійні війни з іншими династіями, що претендували на спадщину Хань: північна Вей та західна У. 219 року вона втратила провінцію Цзін, яку захопила У. Лю Бей втратив свого генерала Гуань Юя і вирушив у похід з метою відвоювати вотчину. Однак 223 року він раптово помер в замку Байді і його трон зайняв син Лю Шань. Прислуховуючись до порад головного міністра Чжуге Ляна, останній зупинив похід, уклав союз із У та здійснив завоювання регіону Наньчжун, на території сучасної провінції Юньнань. Починаючи з 227 року Лю Шань постійно воював з Вей.
234 року, після смерті Чжуге Ляна, Шу переживала кадрову і господарчу кризу. Хоча військом керував здібний полководець Цзян Вей, бракувало досвідчених політиків та економістів. Давалася взнаки нестача ресурсів. В результаті політично-економічної кризи реальна влада опинилася в рухах імператорського євнуха Хуан Хао, який встановив власну диктатуру. 263 року армія північного сусіда Вей напала на ослаблену Шу і захопила її. Лю Шань був змушений капітулювати.
На 263 рік в Шу проживало 280 тисяч сімей. 102 тисяч осіб служили у війську, а 40 тисяч були чиновниками різних рівнів. Основу господарства становила торгівля з Бірмою.